# Howard Williams (Jazzmusiker)
Howard Williams (* 1929 oder 1930 in Alton (Illinois); † 2018) war ein US-amerikanischer Jazzpianist, Arrangeur und Bandleader.

## Leben und Wirken
Howard Williams wuchs in Little Rock (Arkansas) auf. Mit drei Jahren begann er Klavier zu lernen; mit acht hatte er einige Klavierstunden, war ansonsten Autodidakt. In der Junior Highschool spielte er Trompete in der Schulband; mit 13 Jahren hatte er erste professionelle Auftritte mit einer Tanzband. Während seiner Zeit in Little Rock spielte er 1944–50 auch mit Walter Norris. Nach dem Studium an der Louisiana State University leistete er seinen Militärdienst ab und war drei Jahre Mitglied der Air Force Band. Danach tourte er mit Hal McIntyre, bevor er nach New York City zog. Dort hatte er Unterricht an der New School und spielte in dieser Zeit in den Bands von Woody Herman, Charlie Barnet und Billy Butterfield. 1958 hatte er Gelegenheit, an einer Aufnahmesession des Trompeters Wilbur Harden mit John Coltrane für Savoy Records mitzuwirken (Tanganyika Strut, mit Curtis Fuller, Alvin Jackson und Art Taylor). Mit Bill Crow hatte er einen Auftritt in dem Dokumentarfilm The Jazz Loft Project. In den 1970er- und 1980er-Jahren war er noch an Aufnahmen des Gitarristen Cecil Gregory (Nova Guitar) beteiligt. In späteren Jahren leitete er ein Orchester in Atlantic City und New York, das 20 Jahre bestand. Im Bereich des Jazz war er zwischen 1958 und 2003 an fünf Aufnahmesessions beteiligt, zuletzt mit der Lou Caputo Bigband (Urban Still Life), für die er auch Arrangements schrieb.
Der Pianist Howard Williams ist nicht mit dem gleichnamigen britischen Jazzposaunisten zu verwechseln, der bei  Gerry Brown’s Jazzmen spielte.